# نامه‌ای به آسمان
نامه‌ای به آسمان مجموعهٔ شش دفترِ شعر از محمّدرضا شفیعی کدکنی است که زمستانِ ۱۴۰۲ منتشر شد.

## ساختار و درون‌مایهٔ کتاب
کتابِ نامه‌ای به آسمان شاملِ شش دفترِ شعر به ترتیب ذیل است:
- زیر این برگ‌های پوسیده
- پاشانه‌های باران
- بارانی از درون
- واژه‌نامهٔ زبان عاشقان
- بازخوانی روزهای دور
- سفر پیدایش کلمات